# Serenada
Serenada és una concentració de població designada pel cens dels Estats Units a l'estat de Texas. Segons el cens del 2000 tenia 1.847 habitants.

## Demografia
Segons el cens del 2000, Serenada tenia 1.847 habitants, 641 habitatges, i 580 famílies. La densitat de població era de 200,9 habitants per km².
Dels 641 habitatges en un 37,6% hi vivien nens de menys de 18 anys, en un 84,7% hi vivien parelles casades, en un 4,1% dones solteres, i en un 9,4% no eren unitats familiars. En el 8,1% dels habitatges hi vivien persones soles el 3,4% de les quals corresponia a persones de 65 anys o més que vivien soles. El nombre mitjà de persones vivint en cada habitatge era de 2,88 i el nombre mitjà de persones que vivien en cada família era de 3,04.
Per edats la població es repartia de la següent manera: un 26,2% tenia menys de 18 anys, un 4,7% entre 18 i 24, un 21,5% entre 25 i 44, un 35,5% de 45 a 60 i un 12,1% 65 anys o més.
L'edat mediana era de 44 anys. Per cada 100 dones de 18 o més anys hi havia 99,1 homes.
La renda mediana per habitatge era de 78.957 $ i la renda mediana per família de 82.768 $. Els homes tenien una renda mediana de 60.234 $ mentre que les dones 35.938 $. La renda per capita de la població era de 41.110 $. Cap de les famílies i el 0,4% de la població estaven per davall del llindar de pobresa.

## Poblacions més properes
El següent diagrama mostra les poblacions més properes.